# Інститут історичних досліджень Львівського національного університету
Інститут історичних досліджень львівського національного університету імені Івана Франка — науково-дослідний інститут Львівського національного університету імені Івана Франка, який вивчає широкий спектр проблем історії України. Розташований у Львові на вулиці Університетській, 1.
Інститут створений у жовтні 1992 року при Львівському державному університеті імені Івана Франка (нині Львівський національний університет імені Івана Франка). 

## Структура Інституту
Інститут складається з чотирьох секторів:
- довідкової історичної літератури;
- історії католицької церкви;
- регіональних досліджень;
- історичної полоністики.

При інституті працює Центр удосконалення викладання та досліджень історії, є бібліотека та архів. Метою інституту є поглиблення рівня наукових досліджень у галузі історичної науки та спеціальних історичних дисциплін. Інститут впроваджує нові методики історичних досліджень (усна історія, просопографія, застосування математичних методів, контент-аналіз історичних текстів, аналіз демографічної статистики, методика фокус-групових дискусій), популяризує кращі здобутки класичної української та західної історичної науки, налагоджує зв'язки з українськими та закордонним науковими установами, які досліджують історію Центральної та Східної Європи. Особливістю діяльності закладу є поєднання академічної та викладацько-методичної діяльності. Інститут має свою науково-технічну раду, з 1996 видає науковий журнал «Україна Модерна». Постійно проводить конференції та семінари, присвячені проблемам історії Центрально-Східної Європи, займається видавничою справою.

## Ключові особи
- Грицак Ярослав Йосипович — директор, головний науковий співробітник, доктор історичних наук, професор;
- Гентош Ліліана Романівна — старший науковий співробітник;
- Павлишин Олег Йосипович —  старший науковий співробітник (за сумісництвом), кандидат історичних наук, доцент кафедри новітньої історії України історичного факультету Львівського національного університету імені Івана Франка.